# Jon Cypher
Jon Herbert Cypher (* 13. Januar 1932 in New York City, New York) ist ein US-amerikanischer Schauspieler.

## Leben
Jon Cypher wuchs in Brooklyn auf. Sein Studium an der University of Vermont schloss er mit einem Master’s Degree in Marriage and Family Counseling ab.
Ab Mitte der 1950er Jahre war er als Schauspieler tätig und trat zunächst in kleineren Fernsehproduktionen und in Theaterinszenierungen am Broadway auf. In den 1960er Jahren folgten Rollen in verschiedenen Broadway-Inszenierungen. Ab 1977 spielte er in der Fernsehserie Jung und Leidenschaftlich – Wie das Leben so spielt die Rolle des Alexander Keith. Bekannt wurde er durch seine Rolle des egoistischen Polizeichefs Fletcher Daniels in der Fernsehserie Polizeirevier Hill Street, die er von 1981 bis 1987 in über 60 Folgen spielte. In den 1980er Jahren hatte er auch längere Engagements in den Fernsehserien Unter der Sonne Kaliforniens und Der Denver-Clan.
1987 übernahm er im Science-Fiction-Film Masters of the Universe an der Seite von Dolph Lundgren und Chelsea Field die Rolle des Man-at-Arms.
Im Jahr 1988 war er in der Fernsehserie California Clan als Dr. Arthur Donnelly zu sehen. Ab 1990 trat er in der Serie Major Dad auf. Danach übernahm er überwiegend Gastrollen in Fernsehserien und zog sich 2004 schließlich ganz von der Schauspielerei zurück. Insgesamt war er in rund 90 Film- und Fernsehproduktionen zu sehen.
Cypher ist in zweiter Ehe mit Dr. Carol Rosin verheiratet, der Präsidentin des Institute for Security and Cooperation in Outer Space. Aus der Ehe ging eine Tochter hervor.

## Filmografie (Auswahl)
- 1957: Cinderella (Fernsehfilm)
- 1957: Armstrong Circle Theatre (Fernsehreihe, zwei Episoden)
- 1964: Flipper (Fernsehserie, eine Episode)
- 1971: Valdez (Valdez Is Coming)
- 1971: Believe in Me
- 1972: Kobra, übernehmen Sie (Mission: Impossible, Fernsehserie, eine Episode)
- 1972: Bonanza (Fernsehserie, eine Episode)
- 1973: Lady Ice
- 1973: Blade
- 1974: Cannon (Fernsehserie, eine Episode)
- 1974: Night Games (Fernsehfilm)
- 1974: FBI (The F.B.I., Fernsehserie, drei Episoden)
- 1974: Memory of Us
- 1974: The Kid and the Killers
- 1975: The Kingfisher Caper
- 1975: Dr. med. Marcus Welby (Marcus Welby, M.D., Fernsehserie, vier Episoden)
- 1976: Die Insel der Ungeheuer (The Food of the Gods)
- 1976: Barnaby Jones (Fernsehserie, eine Episode)
- 1977: Detektiv Rockford – Anruf genügt (The Rockford Files, Fernsehserie, zwei Episoden)
- 1977–1979: Jung und Leidenschaftlich – Wie das Leben so spielt (As the World Turns, Fernsehserie, unbekannte Anzahl Episoden)
- 1979: Love Boat (The Love Boat, Fernsehserie, eine Episode)
- 1981: Evita Peron (Fernsehfilm)
- 1981–1987: Polizeirevier Hill Street (Hill Street Blues, Fernsehserie, 67 Episoden)
- 1982–1983: Unter der Sonne Kaliforniens (Knots Landing, Fernsehserie, 12 Episoden)
- 1983: Knight Rider (Fernsehserie, eine Episode)
- 1983–1987: Der Denver-Clan (Dynasty, Fernsehserie, zehn Episoden)
- 1985: Verrücktes Hollywood (Malice in Wonderland, Fernsehfilm)
- 1986: Perry Mason und die eigensinnige Nonne (The Case of the Notorious Nun, Fernsehfilm)
- 1986–1993: Mord ist ihr Hobby (Murder, She Wrote, Fernsehserie, drei Episoden)
- 1987: Masters of the Universe
- 1987: Off the Mark
- 1988: Elvis and Me (Fernsehfilm)
- 1988: Probe (Fernsehserie, sieben Episoden)
- 1988: Lady Mobster (Fernsehfilm)
- 1988: California Clan (Santa Barbara, Fernsehserie, 48 Episoden)
- 1988–1989: Tour of Duty (Fernsehserie, zwei Episoden)
- 1989: The Sandgrass People
- 1989: Open House (Fernsehserie, zwei Episoden)
- 1989: Accidents… der Tod kennt keinen Zufall (Accidents)
- 1990: Fire Syndrome (Spontaneous Combustion)
- 1990: Snow Kill (Fernsehfilm)
- 1990–1993: Major Dad (Fernsehserie, 69 Episoden)
- 1991: Strictly Business
- 1995: The Invaders (Fernsehfilm)
- 1996: Dr. Quinn – Ärztin aus Leidenschaft (Dr. Quinn, Medicine Woman, Fernsehserie, eine Episode)
- 1997: Profiler (Fernsehserie, eine Episode)
- 1998: JAG – Im Auftrag der Ehre (JAG, Fernsehserie, eine Episode)
- 1998: Walking to the Waterline
- 1999: Rescue 77 (Fernsehserie, drei Episoden)
- 1999: Walker, Texas Ranger (Fernsehserie, eine Episode)
- 1999–2000: Batman of the Future (Batman Beyond, Zeichentrickserie, Stimme, drei Episoden)
- 2001: The Lot (Fernsehserie, eine Episode)
- 2004: Great Performances (Fernsehserie, eine Episode)

## Bühnenstücke (Auswahl)
- 1958–1959: The Disenchanted
- 1961–1962: The Night of the Iguana
- 1963: Jennie
- 1965–1971: Man of La Mancha
- 1967: Sherry!
- 1968–1970: The Great White Hope
- 1969–1972: 1776
- 1969–1970: Coco
- 1996: Big